# Норма Беккер
Норма Беккер (англ. Norma Becker; нар. 1930, Бронкс — пом. 17 червня 2006) — засновниця Комітету в'єтнамського параду миру (англ. Vietnam Peace Parade Committee) на П'ятій авеню, який зібрав — 10 тис. людей на знак протесту проти війни у В'єтнамі, а також коаліції «Мобілізація заради виживання». З 1977 по 1983 рік — Голова пацифістської Ліги опору війні.

## Біографія
Беккер народилася в Бронксі в 1930 році, закінчила — Коледж Гантера в 1951 році. Почала викладати суспільствознавство в Середній школі Гарлема, а в 1961 році отримала — ступінь магістра освіти в Колумбійському університеті. У 1963 році, за її словами, її «залучив до руху за громадянські права шериф «Булл» Коннор з Бірмінгема». Вражена повідомленнями ЗМІ про використання Коннором собак для придушення демонстрантів, Беккер поїхала на південь, щоб викладати в Літніх школах Свободи. Протягом наступних років вона стала лідером руху проти війни у В'єтнамі, що швидко зростав. 
У 1965 році — допомогла заснувати Комітет в'єтнамського параду миру. 
У 1970 році — входила до робочого комітету «Опору воєнному податку» (англ. War Tax Resistance), групи, яка практикувала та пропагувала відмову від сплати податків як антивоєнний захід.
У 1977 році, після закінчення війни у В'єтнамі, Беккер — допомогла створити «Мобілізацію заради виживання», яка об'єднала новий Антиядерний рух у США проти ядерної енергетики з противниками ядерної зброї та ширшим антивоєнним рухом. 
«Мобілізація» 12 червня 1982 року зібрала — близько 700 000 людей у Центральному парку, що пізніше газета «Нью-Йорк Таймс» описала як «галасливий і святковий заклик до припинення гонки ядерних озброєнь».